# 1st Marine Aircraft Wing
1st Marine Aircraft Wing (1 Skrzydło Lotnictwa Piechoty Morskiej) – jednostka lotnicza amerykańskiej United States Marine Corps będąca składową III Marine Expeditionary Force (III Grupy Ekspedycyjnej Piechoty Morskiej). Kwatera główna Skrzydła mieści się w Camp Foster na Okinawie.

## Skład
W skład 1 Skrzydła wchodzą:
- Marine Aircraft Group 12 (Dwunasta Grupa Lotnicza) - jednostka stacjonuje w bazie Marine Corps Air Station Iwakuni w Japonii. W skład Grupy wchodzą następujące dywizjony:
  - Marine All- Weather Fighter Attack Squadron 242 (VMFA(AW)-242): myśliwski, wyposażony w samoloty McDonnell Douglas F/A-18 Hornet
  - Marine Fighter Attack Squadron 121 (VMFA-121): myśliwski, wyposażony w samoloty Lockheed Martin F-35 Lightning II
  - Marine Aerial Refueler Transport Squadron 152 (VMGR-152): wyposażony w samoloty transportowo-tankujące KC-130J
  - Marine Aviation Logistics Squadron 12 (MALS-12): jednostka odpowiedzialna za wsparcie logistyczne. Naprawy i remonty samolotów. Magazynowanie i dystrybucje części zamiennych
  - Marine Wing Support Squadron 171 (MWSS-171): jednostka odpowiedzialna za wsparcie naziemne, ochronę przeciwpożarową baz lotniczych, magazynowanie i dystrybucje paliwa, smarów i amunicji, zabezpieczenie inżynieryjne i medyczne
- Marine Aircraft Group 24 (Dwudziesta czwarta Grupa Lotnicza) - jednostka stacjonuje w bazie Marine Corps Air Station Kaneohe Bay na wyspie Oʻahu na Hawajach. W skład Grupy wchodzą następujące dywizjony:
  - Marine Light Attack Helicopter Squadron 367 (HMLA-367): wyposażony w szturmowe śmigłowce Bell AH-1Z Viper i wielozadaniowe Bell UH-1Y Venom
  - Marine Heavy Helicopter Squadron 463 (HMH-463): transportowy, wyposażony w Sikorsky CH-53E Super Stallion
  - Marine Medium Tiltrotor Squadron 268 (VMM-268): jednostka wyposażona w zmiennowirnikowce MV-22
  - Marine Medium Tiltrotor Squadron 363 (VMM-363): jednostka wyposażona w zmiennowirnikowce MV-22
  - Marine Aviation Logistics Squadron 24 (MALS-24): jednostka odpowiedzialna za wsparcie logistyczne
  - Marine Unmanned Aerial Vehicle Squadron 3 (VMU-3): jednostka wyposażona w bezzałogowe aparaty latające Boeing Insitu RQ-21 Integrator
  - Marine Wing Support Detachment 24 (MWSD-24): jednostka odpowiedzialna za wsparcie naziemne
- Marine Aircraft Group 36 (Trzydziesta szósta Grupa Lotnicza) - jednostka stacjonuje w bazie Marine Corps Air Station Futenma na Okinawie. W skład grupy wchodzą następujące jednostki:
  - Marine Medium Tiltrotor Squadron 262 (VMM-262): wyposażona w zmiennowirnikowce MV-22
  - Marine Medium Tiltrotor Squadron 265 (VMM-265): wyposażona w zmiennowirnikowce MV-22
  - Marine Aviation Logistics Squadron 36 (MALS-36): jednostka odpowiedzialna za wsparcie logistyczne
  - Marine Wing Support Squadron 172 (MWSS 172): jednostka odpowiedzialna za utrzymanie zdolności operacyjnych pozostałych, latających oddziałów
- Marine Air Control Group 18 (Osiemnasta Grupa Kierowania Działaniami Lotniczymi) - jednostka odpowiedzialna za kontrolę lotów i wsparcie dowodzenia. Stacjonuje w bazie Marine Corps Air Station Futenma na Okinawie. W skład grupy wchodzą następujące jednostki:
  - Marine Air Control Squadron 4 (MACS-4): jednostka odpowiedzialna za obserwacje i kontrolę sytuacji powietrznej, prognozowanie pogody, kierowanie ruchem lotniczym, naprowadzanie samolotów i śmigłowców.
  - Marine Air Support Squadron 2 (MASS-2): jednostka odpowiedzialna za wsparcie lotnicze, planowanie, koordynacje i nadzór nad misjami lotniczymi wsparcia sił lądowych na polu walki.
  - Marine Tactical Air Command Squadron 18 (MTACS-18): jednostka dowodzenia taktycznego. Odpowiedzialna za utrzymanie, konserwacje i działanie wyposażenia niezbędnego do dowodzenia i kierowania operacjami lotniczymi
  - Marine Wing Communications Squadron 18 (MWCS-18): jednostka odpowiedzialna za utrzymanie łączności
  - Personnel Support Detachment 18
- Marine Wing Liaison Kadena (MWLK) - jednostka stacjonująca w Kadena Air Base, odpowiedzialna z koordynacje i logistyczne wsparcie operacji lotniczych
- Marine Wing Headquarters Squadron 1 - jednostka odpowiedzialna za wsparcie administracyjne i zaopatrzenie dowództwa 1. Skrzydła